# Groß Köris
Groß Köris là một đô thị thuộc huyện Dahme-Spreewald, bang Brandenburg, Đức. Đô thị Groß Köris có diện tích 68,09 km², dân số thời điểm 31 tháng 12 năm 2006 là 2247 người.